# مقتدى حسن الأزهري
الدكتور مقتدى حسن الأزهري هو فضيلة الشيخ الدكتور: مقتدى حسن بن محمد ياسين. هو من أبرز علماء شبه القارة الهندية.

## مكانته
إن الدكتور مقتدى حسن الأزهري يحتل مكانة مرموقة في الأوساط العلمية والأدبية؛ بتأليفاته القيمة في اللغتين العربية والأردية، وإسهاماته البارزة في مجال التدريس والصِّحافة، والترجمة والتحقيق.
ويعد من الشخصيات البارزة في الهند، ومرجعًا علميًّا لطلاب العلم والعلماء، وأديبًا بارعًا، وصحافيًّا ناجحًا، وله مؤلفات عديدة باللغتين العربية والأردية، وتلاميذه يُحصَون بالآلاف، وهم منتشرون في أنحاء العالم، يخدمون في مجالات مختلفة.

### جائزة رئيس جمهورية الهندلخدمة اللغة العربية
نال الدكتور الأزهري إعجابًا وقَبولًا بكفاءته العلمية والأدبية، ولغته الناضجة في الهند وخارجها، وحاز على جائزة رئيس جمهورية الهند لخدمة اللغة العربية، لعام 1993م.

## حياته ونشأته
وُلد الدكتور مقتدى حسن الأزهري في حارة «دومن فورة» بمدينة «مئونات بنجن» بولاية أترابراديش بالهند في اليوم الثامن من شهر أغسطس عام 1939م[1]، إذًا فقد ترعرَع في مدينة «مئونات بنجن» التي اشتهرَت في ولاية أترابراديش خصوصًا وفي الهند عمومًا بنشاطاتها الثقافية، وسُمعتها العلمية منذ قرون مديدة.
استهل الدكتور الأزهري مسيرته العلمية استهلالًا ميمونًا؛ فأوَّلًا حفظ القرآن وحصل على شهادة حفظ القرآن الكريم من مدرسة دار العلوم بمئونات بنجن سنة 1953م، ثم أكمل مراحله الدراسية المختلفة، وتلقَّى العلوم العربية والإسلامية، وحصل على الشهادة الثانوية من الجامعة العالية العربية سنة 1959م، وتخرج في الجامعة الأثرية دار الحديث سنة 1962 م، وحصل على شهادات (مولوي، وعالم، وفاضل) الرسمية من الهيئة التعليمية في حكومة أترابراديش أيضًا، في الفترة ما بين سنة 1959 م - 1962م.
وبعد هذه السلسلة الدراسية المنتظمة تاقَتْ نفسه للمثول بين يدَي جبَل من العلم، ومصاحبته والتلقِّي منه؛ على طريقة العلماء الأسلاف، فقدَّر الله له أن يشدَّ الرحال إلى مصر فالتحق بجامعة الأزهر بالقاهرة، وحصل على شهادة الماجستير من كلية أصول الدين سنة 1966م[2]، وبعد إكمال هذه المرحلة التعليمية وُفِّق لأَنْ يباشر العمل في إذاعة القاهرة مترجِمًا ومعلِنًا لسنتين.
ثم رجع إلى الهند، وانتظم في سلك التدريس والدعوة والتأليف، والتحق بالجامعة السلفية ببنارس الهند عام 1968م[3]، وسرعان ما استقطب أنظار المسؤولين، فتبوَّأ المكانة المرموقة بجهده الدائب وعمله المتواصل في ميادين العلم والدعوة والتأليف والتحقيق، وتبصَّر فيه المسؤولون الاستعداد والكفاءة لتحمُّل المسؤولية وأداء الواجبات، فأسندوا إليه العديد من المناصب.
وحدا به الشوق أيامَ تدريسه بالجامعة السلفية إلى إكمال دراسته العليا، فحصل على شهادة إيم. فل. بتقديم أطروحته تحت عنوان «بهجة المجالس وأنس المجالس؛ لابن عبد البر، السِّفْر الثاني: تخريج وتعليق» سنة 1972م، ثم حصل على شهادة الدكتوراه في الأدب العربي بتقديم بحثه تحت عنوان «الآثار الباقية من شعر منصور الفقيه وترجمة حياته» سنة 1975م من جامعة عليكرة الإسلامية، وبجانبها حصل على شهادة الثانوية في اللغة الإنجليزية سنة 1971م، وعلى شهادة الكلية المتوسطة في الإنجليزية سنة 1973م، وبهذا انتهى مشواره الدراسي الطويل، وهو يدل على نهمه العلمي، وهمته العالية في طلب العلم، وإجادة اللغة العربية، والتعمق في الأدب العربي[4].

## الدكتور الأزهري والصحافة العربية
إن الدكتور مقتدى حسن الأزهري قد اهتم بالصحافة عامة وبالصحافة العربية خاصة، ومن الطبيعي أن يؤثر فيه البيئة العلمية والأدبية التي وجدها في جامعة الأزهر، وكذا عمَلُه كمُترجِم ومعلن في «إذاعة القاهرة» لسنَتَين أثناء قيامه في مصر.
ولما رجع إلى وطنه من مصر، كانت الجامعة السلفية قد تأسست، وبدأت الدراسة فيها عام 1966م، فألح عليه المسؤولون للعمل في الجامعة، فاستجاب لدعوتهم، وباشر العمل في الجامعة في يوم السبت الموافق للحادي عشر من شهر شوال 1387 للهجرة، المصادف الثاني عشر من شهر يناير 1968 م.
وقد قام الدكتور الأزهري بإنشاء مجلة عربية بالتعاون مع زملائه في التدريس، وظل رئيسًا لتحريرها منذ إنشائها حتى وفاته، وعُرفت هذه المجلة في أوقات مختلفة بأسماء مختلفة؛ لظروف قانونية، فمِن مجلة «صوت الجامعة» إلى «صوت الجامعة السلفية»، ومنها إلى «نشرة الجامعة السلفية»، وأخيرًا استقر اسمها على مجلة «صوت الأمة»، وكانت المجلة قد أُنشئت في شعبان 1389 من الهجرة، المصادف نوفمبر 1969م، واستمرت في الصدور منذ ذلك الوقت من غير انقطاع، بتوفيقٍ من الله سبحانه، ثم بجهود الفقيد المضنية[5].
ولقد واصل كتابة «الافتتاحية» لهذة المجلة منذ نشأتها عام 1969 م، بجانب المقالات في الجرئد والمجلات التي بلغ عددُها زهاء خَمسمائة مقال بالعربية والأردية.
وكذا فُوِّض إليه الإشرافُ على «إدارة البحوث الإسلامية» التي بلغَت إصداراتها أكثر من أربعمائة كتاب؛ ما بين صغير وكبير ومجلدات، بالعربية والأردية والهندية والإنجليزية، وكتب الدكتور لِأغلَبِ هذه الكتب مقدمات نفيسة، تحت عنوان «كلمة الناشر»[6].

### مجلة صوت الأمة: ودور الدكتور الأزهري في إنشائها وتطويرها
إن هذه المجلة تحتل مكانة مرموقة في الأوساط العلمية والأدبية، ونالت احترامًا وتقديرًا وإعجابًا من الكتَّاب العرَب والعجم، وأسهمت إسهامًا فعالًا في تعميم اللغة العربية والعلوم الإسلامية والثقافة الدينية داخل الهند وخارجَها. مع أن الأوضاع ما كانت مواتيةً وقتَ إنشاء هذه المجلة عام 1969م؛ لقلة الكتَّاب والقراء باللغة العربية، ولكن الدكتور الأزهري بذَل قصارى جهوده في إصدارها بانتظام، ونفَخ روح الحياة والنشاط في أهل العلم والأدب، وقام بإرساء دعائم صحافة عربية بنَّاءة في بلد غيرِ ناطق العربية، وأوصلها إلى قمة عالية من الصحافة بجهوده الجبارة في مدة أربعين سنة مِن إشرافه عليها.
استمرت المجلة في الصدور، وحاولت الحفاظ على أهدافها منذ بدايتها، فبجانب إحاطتها الموضوعات الساخنة حسب الأوضاع والأحوال، قامت بتعريف الشخصيات العِلمية البارزة وخدماتهم ومآثرهم؛ فقد لعب الدكتور الأزهري دورًا مهمًّا في انتخاب هذه الموضوعات المتنوعة بناء على خبراته الواسعة وتَجارِبه الطويلة.
وكانت هذه المقالات المتنوعة ذاتَ مكانة علمية وأدبية؛ إذ كانت تُنتجها أقلام الشخصيات البارزة في العالم العربي والإسلامي.

### مكانته في الصِّحافة العربية
كان الدكتور الأزهري من أحد الفرسان الذين صالوا وجالوا في ميدان الكتابة والصِّحافة، ونذَروا حياتهم للدفاع عن ثقافة الأمة الإسلامية وحضارتها، وأدبها وتاريخها عن طريق الكتابة والصحافة، ووقفوا بكل شجاعة وبسالة ضد الحركات الهدامة والقوى المعادية للإسلام والمسلمين بأسلحتهم الكتابية.
فإنَّه نَذر حياته كلها في صناعة القلم، وهذه الصناعة مَيدانها الصِّحافة التي استغرقَت حوالي أربعين سنة.
إنه كان صحافيًّا بارعًا، بَعيد النظر واسعَ الفكر، يتناول جميع القضايا الساخنة؛ فقد عالَج الصحافة الهادفة البَّناءة، وانتقد الصحافة التي تستهدف السمعة فحسب، وفقدَت أهدافها الميمونة، وانحرفت عن سواء السبيل.
وإذا ألقينا نظرةً عابرة على مقالاته وكتاباته نجد أنها تحمل في طيَّاتها موادَّ عِلمية، وحلاوة أدبية، ومهارة إنشائية التي تدل على عمق فِكره وبُعد نظره، وتضلُّعه في ميدان الصحافة والكتابة.
ولا يخفى على كل من له أدنى إلمامٍ باللغة العربية والأدب العربي أهميةُ افتتاحياته التي كان يكتبها الدكتور الأزهري في مجلة «صوت الأمة» بدون انقطاع، كان يعالج فيها الموضوعات الساخنة حسب الأوضاع والأحوال الراهنة، بجانب معالجة أنشطة الجامعة السلفية، وتقارير الاجتماعات والمؤتمرات المنعقدة بين حين وآخَرَ في هذه الجامعة، ويحللها تحليلًا دقيقًا، ويشرحها شرحًا جميلًا.

### مكانته في الصِّحافة الأردية
مع اهتمامه بالصِّحافة العربية اهتمامًا بالغًا، فإنَّه لم يتخلف عن مُعاصريه وأقرانِه في مجال الصحافة الأردية، بل أسهم فيها إسهامًا هائلًا، وكتب مقالات كثيرة لمجلة «محدث» الأردية، الصادرة من الجامعة السلفية ببنارس - الهند.
وكتب معظم الافتتاحيات لهذه المجلة الموقرة بعد انتقال الشيخ صفي الرحمن المباركفوري إلى المدينة المنورة، إلى جانب نشر مقالاته في الجرائد والمجلات الأخرى، وهذا كله لا يدل إلا على براعته ونبوغه في الصحافتين العربية والأردية.

### أسلوبه في الصحافة
إن الدكتور الأزهري من كبار الصحفيين والكتاب الهنود، ومقالاته نالت صيتًا ذائعًا، وقَبولًا عامًّا في الأوساط العلمية والأدبية في الهند وخارجها؛ فله إلمام تام بالصحافة، وقدرة فائقة على استخدام الكلمات العربية وجملها.
وكان بحرًا زخَّارًا للألفاظ العربية، يستحتضرها استحضارًا كاملًا، فإذا أخذ القلم بيده كانت الألفاظ تتبادر إلى ذهنه حسَب سياق الكلام، ويستخدمها بحذر وحيطة، ويستخدم الصِّلات حسب الأفعال والأسماء، فلا ترَى أثَرَ العُجمة في كلامه وعباراته، وكان يجتنب استعمال الألفاظ الصعبة والكلمات الضخمة.
ولا نجد في عبارته كَلفًا بالزخرف، ولا تكلُّفًا في الأداء، وكان يتحاشى كثرة الألفاظ المترادفة والكلمات المتجانسة، ولكن كانت جُملُه متناسقة شديدةَ الارتباط في التراكيب، متحلِّية بالسلاسة، والجاذبية، والخلابة، والتلازم الشديد بين الفقرات والجمل التي تشنف الآذان، وتسُرُّ القراء والسامعين[10].
إن الدكتور الأزهري كان صحافيًّا عربيًّا وإسلاميًّا، ويتملك فنَّ الكتابة والصحافة، ولم يكن متكلفًا في أسلوبه واختيار الكلمات والجمل، وكانت مقالاته تحمل في طيَّاتها وزنًا عِلميًّا وأدبيًّا من حيث المعنى والمبنى.

## العمل
1. رئيس الجامعة السلفية، بنارس (الهند).
2. المشرف على مجلة «صوت الأمة»، العربية الشهرية.
3. عضو المجلس الأعلى العالمي للمساجد برابطة العالم الإسلامي بمكة المكرمة.
4. عضو رابطة الأدب الإسلامي بالهند.
5. مدرس بالجامعة السلفية بنارس.
6. عضو الجمعية التعليمية للجامعة المحمدية في مومباي.

### أبرز الأعمال التي تولاها
- تدريس اللغة العربية والعلوم الإسلامية لطلاب الكلية منذ عام 1387ه في الجامعة السلفية، بنارس.
- تدريس الأدب العربي في جامعة علي گره الإسلامية بالهند لمدة سنة واحدة.
- تدريس العلوم الإسلامية في الجامعة الإسلامية فيض عام بمئو لمدة سنتين.
- الإسهام في عقد المؤتمرات والندوات.

### المؤهل العلمي
- شهادة حفظ القرآن الكريم من مدرسة دار العلوم بمئو عام1953 (فرعها في مرزا هادي فورة)
- شهادة الثانوية من الجامعة العالية بمئو عام 1959
- شهادة مولوي من الهيئة التعليمية بحكومة يوبي عام1959
- شهادة عالم من الهيئة التعليمية بحكومة يوبي عام1960
- شهادة فاضل من الهيئة التعليمية بحكومة يوبي عام1962
- شهادة التخرج من الجامعة الأثرية دار الحديث بمئونات بنجن.
- شهادة السنة الأولى التمهيدية للماجستير من قسم اللغة العربية بجامعة القاهرة.
- شهادة الماجستير من كلية أصول الدين بجامعة الأزهر بالقاهرة عام 1966م
- شهادة «إيم فل» من جامعة عليكره الإسلامية بالهند عام 1972م
- شهادة الدكتوراه في الأدب العربي من جامعة عليكره الإسلامية بالهند عام1975
- شهادة الثانوية في اللغة الإنجليزية من جامعة عليكره الإسلامية بالهند عام 1971م
- شهادة الكلية المتوسطة في اللغة الإنجليزية من جامعة عليكره الإسلامية بالهند عام 1973م

## أعماله العلمية والأدبية

### (ألف): التأليف

#### مؤلفاته باللغة العربية
- مشكلة المسجد البابري في ضوء التاريخ والكتابات المعاصرة (1990م).
- حقيقة الأدب ووظيفته في ضوء تصريحات الأدباء والنقاد (1990م).
- نظرة إلى مواقف المسلمين من أحداث الخليج (1991م).
- قراءة في كتاب: «الحالة الخلقية للعالم الإسلامي» من تأليف الأستاذ أسرار عالم، 2000م.
- منصور الفقيه، حياته وشعره (غير مطبوع).
- القاديانية (غير مطبوع).
- مسؤولية الشباب المسلم في العصر الحاضر.

#### مؤلفاته باللغة الأردية
- ہندوستان میں تحريک اہلحديث اور جديد تقاضے، تاريخ وتعارف، ناشر مكتبة الفهيم مئوناتھ بنجن.
- تاریخ عربی ادب، تاريخ الأدب العربي، خمسة أجزاء.
- خاتون اسلام (المرأة المسلمة)، 1999م.
- مسلم نوجوان اور اسلامی تربيت (الشاب المسلم والتربية الإسلامية)، 2002م.
- (3) عصر حاضر ميں مسلمانوں كو سائنس وٹکنالوجی کی ضرورت (حاجة المسلمين إلى العلوم والتكنولوجيا في العصر الراهن).
- (4) قرآن کریم پر غور تدبر مذہبی فریضہ ہے (التفكر والتدبر في القرآن الكريم فريضة دينية) 1995م.
- (5) رمضان اور عید الفطر تربیتی نقطہٴنظر سے (رمضان وعيد الفطر من منظور التربية)، ناشر مكتبة الفهيم مئوناتھ بنجن.
- (6) شاه عبد العزیز بن عبد الرحمن آل سعود اور مملکت توحید سعودی عرب (الشاه عبد العزيز بن عبد الرحمن آل سعود ومملكة التوحيد المملكة العربية السعودية) 2008م.
- (7) اسلام اور انسانی سماج (الإسلام والمجتمع الإنساني).
- (8) مسلمان اور اسلامی ثقافت (المسلمون والثقافة الإسلامية)، غير مطبوع.
- (9) ہم کیا پڑھیں (ماذا ندرس؟) غير مطبوع.

### (ب): التحقيق، والتعليق، والتهذيب
- تحقيق الجزء الثاني من كتاب بهجة المجالس، للحافظ ابن عبد البر القرطبي، رحمه الله مع الفهارس الكاملة للكتاب بجزئيه.
- تعليق وتقديم لكتاب«حصول المأمول» للنواب صديق حسن خان، رحمه الله.
- فتح المنان بتسهيل الإتقان، للسيوطي.
- أزمة الخليج في ميزان الشرع والعقل.

### (ج): الترجمة

#### مؤلفاته المترجمة من الأردية إلى العربية
- قضايا كتابة التاريخ الإسلامي، وحلولها، للدكتور محمد ياسين مظهر صديقي.
- رحمة للعالمين، للعلامة القاضي محمد سليمان المنصورفوري- رحمه الله- ثلاثة أجزاء، 1989.
- قرة العينين في تفضيل الشيخين، للشاه ولي الله الدهلوي- رحمه الله-.
- الإسلام تشكيل جديد للحضارة، للشيخ محمد تقي الأميني- رحمه الله-.
- بين الإنسان الطبيعي والإنسان الصناعي، له أيضًا.
- عصر الإلحاد، خلفيته التاريخية، وبدايةُ نهايته، له أيضًا.
- النظام الإلهي للرقي والانحطاط، له أيضًا.
- مسألة حياة النبي صلى الله عليه وسلم في ضوء الأدلة الشرعية.
- زيارة القبور وحكمها.
- النصرانية الحاضرة في ضوء التاريخ، والبحث العلمي، للدكتور مصلح الدين الأعظمي.
- الشيوعية والإسلام في ميزان العقل، له أيضًا.
- حركة الانطلاق الفكري، وجهود الشاه ولي الله الدهلوي في التجديد، للشيخ محمد إسماعيل السلفي – رحمه الله-، 1977.
- حجية الحديث الشريف، له أيضًا.

#### مؤلفاته المترجمة من العربية إلى الأردية
- راہ حق کے تقاضے، وهو ترجمة الكتاب «اقتضاء الصراط المستقيم» للعلامة ابن تيميَّة رحمه الله (1998م).
- مختصر زاد المعاد، وهو ترجمة «مختصر زاد المعاد في هدى خير العباد» لشيخ الإسلام محمد بن عبد الوهاب رحمة الله عليه.
- إصلاح المساجد، وهو ترجمة الكتاب «إصلاح المساجد من البدع والعوائد» للشيخ محمد جمال الدين القاسمي (1978م).
- آپ بیتی، وهو ترجمة الرواية «أنا» للكاتب عباس محمود العقاد (1987م).
- عظمت رفته، وهو ترجمة الكتاب «سقوط ثلاثين دولة» للدكتور عبد الحليم عويس (1996م).
- رسالت کے سایے میں، وهو أيضًا ترجمة الكتاب، «في ظلال الرسول صلى الله عليه وسلم» للشيخ عبد الحليم عويس (1983م).
- خادم حرمین شریفین کا حقیقت افروز بیان (التصريحات الجلية لخادم الحرمين الشريفين) 2001م.
- اسلامی شریعت میں أعضاء کی پیوند کاری (زراعة أعضاء الجسم في ضوء الشريعة الإسلامية) 1998م.

## أبرز الندوات والمؤتمرات التي شارك فيها
- المؤتمر الإسلامي الآسيوي الأول، كراتشي، عام1978م.
- مؤتمر السيرة والسنة النبوية، الدوحة، قطر، عام1980م.
- مؤتمر الأقليات المسلمة في العالم، الرياض، عام1985م.
- مؤتمر رابطة الجامعات الإسلامية، القاهرة، عام1986م.
- مؤتمر رابطة الأدب الإسلامي، لكناؤ، 1988م.
- المؤتمر الإسلامي جاكرتا، 1995م.
- مؤتمر جامعة عليكره الإسلامية بالهند حول الأدب المقارن، عام 1998م.
- مؤتمر الدراسات الآسيوية والباسفيكية في جامعة بنارس، عام1998م.
- الندوة العالمية عن جهود خادم الحرمين الشريفين في خدمة الإسلام والمسلمين بجامعة الإمام محمد بن سعود الإسلامية، بالرياض، في مارس، 2002م.